# بي. ألان والاس
بي. ألان والاس (بالإنجليزية: B. Alan Wallace)‏ هو راهب بوذي ‏ ومترجم وكاتب أمريكي، ولد في 1950 في باسادينا في الولايات المتحدة.

## وصلات خارجية
- الموقع الرسمي